# Bombardeo de Numazu
El bombardeo de Numazu (en japonés: 沼 津 大 空襲, Numazu dai-kūshū) fue parte de la ofensiva de ataques estratégicos emprendida por los Estados Unidos contra objetivos militares y civiles y centros de población durante la campaña del Japón en las etapas finales de la Segunda Guerra Mundial.

## Contexto
Aunque la ciudad de Numazu no era un centro de población importante, tenía varios objetivos de importancia militar centrados en su instalación portuaria, incluido un astillero de reparación de barcos y varias fábricas pequeñas y medianas que suministraban equipo militar y municiones. El ferrocarril de la línea principal Tōkaidō que conecta Tokio con Osaka también atravesaba la ciudad. Numazu también estaba ubicado en la base del Monte Fuji, un hito prominente utilizado por los bombarderos en ruta a Tokio o Nagoya desde las Islas Marianas, y por lo tanto, a menudo servía como objetivo secundario para los bombarderos que no podían completar su misión principal.

## Ataques aéreos
Numazu fue bombardeado ocho veces durante la Segunda Guerra Mundial, el mayor ataque aéreo ocurrido la noche del 17 de julio de 1945. Durante este ataque, 130 bombarderos B-29 Superfortress de la Fuerza Aérea 20 de la USAAF, Se arrogaron 58 arrojaron un total de 1.039 toneladas de bombas incendiarias sobre la ciudad, lo que provocó una tormenta de fuego que destruyó la mayor parte de la ciudad. Las bajas civiles estimadas fueron 274 personas muertas y 9.523 casas destruidas en esta redada; sin embargo, el total de bajas ascendió a 322 muertos, 634 gravemente heridos y 11.883 viviendas destruidas en el transcurso de la guerra.
Un año después de la guerra, el Strategic Bombing Survey (Pacific War) de las Fuerzas Aéreas del Ejército de los Estados Unidos informó que el 89,5 por ciento de la ciudad había sido totalmente destruida.

## Biografía
- Werrell, Kenneth P (1996). Blankets of Fire. Washington and London: Smithsonian Institution Press. ISBN 1-56098-665-4.
- Bradley, F. J. (1999). No Strategic Targets Left. Contribution of Major Fire Raids Toward Ending WWII. Turner Publishing. ISBN 1-56311-483-6.
- Carter, Kit C. (1975). The Army Air Forces in World War II: Combat Chronology, 1941–1945. DIANE Publishing. ISBN 1-4289-1543-5.
- Crane, Conrad C. (1994). The Cigar that brought the Fire Wind: Curtis LeMay and the Strategic Bombing of Japan. JGSDF-U.S. Army Military History Exchange. ASIN B0006PGEIQ.
- Frank, Richard B. (2001). Downfall: The End of the Imperial Japanese Empire. Penguin. ISBN 0-14-100146-1.
- Grayling, A. C. (2007). Among the Dead Cities: The History and Moral Legacy of the WWII Bombing of Civilians in Germany and Japan. New York: Walker Publishing Company Inc. ISBN 0-8027-1565-6.
- Hoyt, Edwin P. (2000). Inferno: The Fire Bombing of Japan, March 9 – August 15, 1945. Madison Books. ISBN 1-56833-149-5.
- Shannon, Donald H. (1976). United States air strategy and doctrine as employed in the strategic bombing of Japan. U.S. Air University, Air War College. ASIN B0006WCQ86.
- Wainstock, Dennis (1996). The Decision to Drop the Atomic Bomb. Greenwood Publishing Group. ISBN 0-275-95475-7.